# ラルフ・リントン
ラルフ・リントン（Ralph Linton、1893年2月27日 - 1953年12月24日）は、20世紀中ごろに活躍したアメリカ合衆国の人類学者。特にその著書The Study of Man (1936年) and The Tree of Culture(邦訳「文化の起源と発達」) (1955年)でよく知られている。リントンの文化人類学への貢献の1つは、地位と役割の区別を定義したことである。

## 生い立ちと教育
1893年、フィラデルフィアのクエーカーでレストランを経営する家族に生まれた。1911年にスワースモア大学に入学。彼は自分の将来に無関心な学生で、「将来どんな職業に継いて生きていくのかよく考え、そのための準備をしろ」という父親の圧力にとことん抵抗し続けた。彼は南西部での野外学校に参加した後、考古学に興味を持つようになり、大学を一年休学してグアテマラのキリグアでの考古学的発掘に参加したほどである。彼は1915年にファイ・ベータ・カッパを卒業した。
リントンは著名な人類学者になったが、彼の大学院教育はその大半が学問の周縁で行われることになった。彼はペンシルバニア大学に通い、フランク・スペックの下でで修士号を取得しながら、ニュージャージーとニューメキシコでさらに考古学的なフィールドワークを行った。
彼は、その後コロンビア大学で博士号を取得したが、その時代の人類学の長老であったフランツ・ボアズに近づきもしなかった。アメリカが第一次世界大戦に参戦したとき、リントンは軍に入隊し、1917年から1919年までバッテリーD、第149野戦砲兵、第42（レインボー）師団で勤務した。リントンは伍長として働き、塹壕で戦闘も見、ドイツのガス攻撃も直接経験している。リントンの軍事経験は、その後の仕事に大きな影響を与えることになった。彼が最初に発表した記事の1つは、「トーテミズムとAEF」（「アメリカ人類学者」誌に発表vol.26：294–300)で、彼はその中で、軍隊がしばしば彼らのシンボルで識別される方法は一種のトーテミズムと考えられることができると主張した。
彼の戦争への熱意は、ナショナリズムや盲目的な愛国主義をこれみよがしに顕にするものをことごとく毛嫌いした、平和主義者のフランツ・ボアズとの関係の改善に悪影響を及ぼした。ある逸話によると、リントンは軍服を着て教室に行って、ボアズに叱責を食らってしまったということがあったという。 原因が何であれ、米国に戻って間もなく、彼はコロンビア大学からハーバード大学に移り、そこでアーネスト・フートン、アルフレッド・トザー、ローランド・ディクソンに師事した。
ハーバード大学に移って1年後、リントンは、最初に、より多くのフィールドワークを行うためメサ・ヴェルデに向かい、その後、ビショップ博物館の後援の下、E・S・C・ハンディ率いるベアードドミニク遠征隊の一員としてマルキーズ諸島に行った。
太平洋にいる間、彼の焦点は考古学から文化人類学に移っていったが、彼は生涯を通じて物質文化と「原始的な」芸術に強い関心を抱き続けた。彼は1922年にマルケサスから戻り、最終的に1925年にハーバード大学から博士号を取得した。

## 学者としてのキャリア
リントンはマルケサスから戻った後、ハーバードの伝手を使ってシカゴのフィールド自然史博物館での地位を確保している。彼の公式の地位は、アメリカインディアンの資料のキュレーターだった。彼は大学院生として最初に始めたオハイオ州での発掘作業を続けが、その一方でポーニー族に関する博物館のアーカイブ資料の作業を開始し、他の人が収集したデータを一連の記事や博物館速報で公開した。フィールド自然史博物館にいる間、彼はイラストレーターであり、将来の児童書作家であり作家でもあるホーリン゛区・C・ホーリングと仕事を一緒にしていた。
1925年から1927年にかけて、リントンはフィールド自然史博物館のためにマダガスカルへの大規模な収集旅行を行い、マルケサスでこの文化の東端を研究した後、オーストロネシアのディアスポラの西端を探索した。彼はそこでも自身のフィールドワークを行い、その結果の本『タナラ：マダガスカルの山岳民族』（"The Tanala: A Hill Tribe of Madagascar"、1933年）は、彼が出版した最も詳細な民族誌となった。 
米国への帰国後、リントンは、社会学部に人類学科が増設されることになったウィスコンシン大学マディソン校で教職に就くことになった。ここでリントンは、のちに独立した人類学部となる新しい部門の最初の教員スタッフの一員となったわけである。
当時の彼の教え子の何人かは、後に重要な人類学者になっている。たとえば、クライド・クルックホーン、マービン・オプラー、フィレオ・ナッシュ、ソル・タックスなどである。
この頃までのリントンは、まだまだ空想的な気分に浸った研究者だったが、ウィスコンシン大時代は、彼が理論家として教え、本を執筆する能力を磨き始めた期間である。この事実は、彼の人気の文章スタイルと当時シカゴ大学に居たラドクリフ・ブラウンとの知的な交と相まって、彼の教科書『文化人類学入門』("The Study of Man"、1936）を生み出した。
この期間中に、彼はアデライン・ホールフェルドと三度目の結婚をしている。彼女は、彼の秘書で編集者で、彼らが共同で出版した人気作品（"Halloween Through Twenty Centuryes"など）の多くは実際、完全にアデライン・ホールフェルドによって書かれたものである。
1937年、リントンは、フランツ・ボウズの引退したあとのコロンビア大学に戻り、考古学部の学部長に任命された。この人事には、リントンに良い感情を抱いていなかったボアズの弟子たちから反発の声が上がった。
ボアズの一派は、ルース・ベネディクトがボアズの後継者になることを期待していたからである。学部長として、リントンはボアと彼の学生の多くを共産主義者だとして避難し、FBIに通報した。
これにより、ジーン・ウェルトフィッシュのように、一部の教員が解雇されてブラックリストに登録された。
リントンは生涯を通じて、ボアズの一派、特にルース・ベネディクトに対して強い個人的な敵意を持ち続け、文化と人格という研究アプローチに対する激しい批評家だった。イェール大学でのリントンの同僚だったシドニー・ミンツによると、彼はタナラの魔法の魅惑を使ってベネディクトを殺したことを冗談で自慢したことさえあったという
は第二次世界大戦が勃発し、リントンは、戦争計画に関わるようになったし、戦争と米国（とアメリカの人類学）の役割についての彼の考えは戦後のいくつかの作品に反映している。最も顕著に見られたのは『世界危機における人間の科学』("The Science of Man in the World Crisis" 、1945年 )、『世界の大半』("Most of World"、1945年)である。戦争中にも、リントンも南米への長期の旅行を企て、そこで彼は冠状動脈閉塞を経験し、以後不安定な健康状態に陥った。
戦後、リントンはイェール大学に移った。イェール大学は、当時、米国政府と協力していたジョージ・マードックなどの人類学者の中心地になっていた。彼は1946年から1953年までそこで教え、そこで文化と人格に関する執筆を続けた。この期間に彼は、『人類学的世界史ー文化の木』("The Tree of Culture")を書き始めている。リントンは、1959年アメリカ芸術科学アカデミーのフェローに選出された。
彼は1953年のクリスマスイブに南米旅行に関連した合併症でなくなった。未完のまま残された『人類学的世界史ー文化の木』は、アデライン・ホールフェルドが完成され好評の大学教科書になった。1954年トーマス・ハックスリー記念賞受賞。

## 仕事
『人類の研究』("The Study of Man")は、特にボアズ派の外で活動した社会学者の間で、人類学の最高の理論家の一人としてのリントンの名声を確立した業績である。この作品では、社会における行動のパターンを記述するための地位と役割の概念が展開されている。リントンによると、生得の違いや能力に依存せずに、帰属ステータスが個人に割り当てられる。一方、達成ステータス個人のパフォーマンスまたは努力によって決定される。リントンは、2つの概念の定義は明確かつ明確であるが、個人のステータスが帰属または達成されているかどうかを識別するのは必ずしも容易ではないとする。
彼の視点は、帰属するステータスは常に固定されているという見解に拘る必要はないという示唆となった。リントンの場合、役割とはステータスに関連付けられた一連の動作であり、関連付けられた動作を実行して役割を実行することは、ステータスに内在する方法というのである。
この初期の期間中、リントンは文化変容の問題に興味を持ち、ロバート・レッドフィールドとメルビル・ハースコヴィッツと協力して、人格と文化に関する委員会の名誉ある社会科学研究評議会小委員会で活動していた。結果は、『文化研究のための覚書』("Memorandum for the Study of Acculturation"、1936）という題名の独創的な共同執筆本となった。リントンはまた、学生が文化変容を研究した作品を製作するために、Works Progress Administrationから資金を獲得した。
『七つのアメリカインディアンの部族における文化変容』という大部の本は、この時期の仕事の一例で、この大著へのリントンの寄与は、彼の文化変容について最も影響力のある著作として残るだろう。文化と人格に対するリントンの関心は、ニューヨーク精神分析研究所でアブラム・カーディナーと共同で開催したセミナーの形でも表れている。

## 主な著書
- The Tanala: A Hill Tribe of Madagascar. Chicago 1933. Digitalisat
- The Study of Man. Appleton-Century-Crofts, New York 1936. Digitalisat
- The Cultural Background of Personality. D. Appleton-Century, New York 1945.
- The Tree of Culture. Vintage Books, London 1955.
- Mensch, Kultur, Gesellschaft. Hippokrates-Verlag, Stuttgart 1979, ISBN 3-7773-0469-7.